# The John Dummer Band
The John Dummer Band, ook bekend als John Dummer's Blues Band, John Dummer's Famous Music Band, John Dummer's Oobleedooblee Band en The John Dummer Band Featuring Nick Pickett, was een Britse bluesband uit de jaren 1960 en 1970, die bekend was voor zijn uitgebreide ledenlijst, met onder meer Graham Bond, Dave Kelly, Jo Ann Kelly, Tony McPhee, Bob Hall, John O'Leary en Pick Withers en voor hun steun aan Howlin' Wolf en John Lee Hooker tijdens diens Britse tournees.

## Geschiedenis
De band werd geformeerd door drummer John Dummer (Anthony John Dummer, 19 november 1944, Surbiton). Hij formeerde Lester Square & the G.T.s in 1963 met Chris Trengove (altsaxofoon, zang) en Elton Dean (tenorsaxofoon) en toerde twee jaar lang door het Verenigd Koninkrijk en Duitsland.
Dummer formeerde The John Dummer Blues Band in 1965. De oorspronkelijke bezetting was John Dummer (zang, harmonica), Roger Pearce (gitaar) en Pete Moody (basgitaar). Beiden werden aangetrokken van de Londense r&b-band The Grebbels. Verder Bob Hall (piano) en Dave Bidwell (drums). Moody verliet later de band en werd vervangen door Tony Walker (basgitaar) en diens zus Regine Walker voegde zich bij Dummer als tweede zangstem. De ontbrekende gitarist was de oorspronkelijke Yardbirds-gitarist Tony 'Top' Topham. De band wijzigde de bezetting en begon zondagsmiddags met een regelmatig verblijf in de Studio 51 Club in het Londense West End. Dummer wisselde naar de drums en Dave Kelly en Tony McPhee traden toe als gitarist/zanger, met Iain 'Thump' Thomson (basgitaar) en John O'Leary (harmonica). Dave's zus Jo-Ann Kelly was ook een regelmatig voorkomend zangeres bij deze sessies. De band kreeg een aanhang in de club met bezoekende artiesten als John Mayall, Keef Hartley, Champion Jack Dupree, Long John Baldry, Duster Bennett en Alexis Korner. De band stond onder contract bij Mercury Records en hun eerste album Cabal werd uitgebracht in 1968. Dave en Jo-Anne Kelly en Tony McPhee waren opvallende artiesten en de band was dezelfde als degene die oorspronkelijk had gespeeld in de Studio 51 Club. Tony McPhee verliet de band kort na de formatie van The Groundhogs.
Het tweede album was The John Dummer Blues Band met Dummer, Hall, Thomson, Dave en Jo Ann Kelly (zang), met de nieuwe leadgitarist Adian 'Putty' Pietryga van The Deep Blues Band uit Bristol. De band toerde twee jaar lang uitgebreid in het Verenigd Koninkrijk en Europa. Bij het derde album John Dummer's Famous Music Band (1970) vertrokken Kelly en Hall en werden vervangen door Nick Pickett (gitaar, viool en zang). Pietryga en Thomson bleven en kregen gezelschap van Chris Trengove (altsaxofoon).
Na het derde album groeide de band uit elkaar, enkel om de plaat weer te verbeteren, toen hun instrumentale song Nine By Nine, met violist Nick Pickett, de nummer 1 was in Frankrijk. Het album Blue (1972), uitgebracht als The John Dummer Band, bevatte een cover van Roger Dean, terwijl de band slonk tot een vierkoppige bluesrockband, bestaande uit Dummer, Pickett, Pietryga en Thomson. Het vijfde album Oobleedoobleejubilee (1973), uitgebracht als John Dummer's Oobleedooblee Band had een countrymuziekstijl, terwijl de bezetting weer de Kelly's toevoegde met Michael Evans (viool) en Roger Brown (zang). Op het laatste in 1973 opgenomen album speelden Graham Bond (saxofoon), Pick Withers (drums), Pete Emery (gitaar) en Colin Earl (Foghat) (keyboards), maar het album werd uitgesteld. De band werd ontbonden in 1974. Het laatste album werd uiteindelijk uitgebracht in 2008 als het Lost 1973 album.

## Dummers verdere carrière
Dummer werd promotiemanager, verbleef drie jaar bij MCA Records en een jaar bij Elektra Records. In 1977 werd hij drummer bij The Darts, met de oprichtingsleden 'Thump' Thomson en gitarist George Currie van Dummers band, die eerder hadden geherformeerd met Dave Kelly om te spelen in het Londense pubcircuit als The John Dummer Band. Dummer schreef de songs Late Last Night, How Many Nights en Can't Get Enough of Your Love met The Darts. Deze laatste haalde de Britse singlehitlijst (#45), voordat hij de band verliet in 1980.
Daarna drumde, toerde en nam Dummer op met Lowell Fulson (Think Twice Before You Speak) en Eddie C. Campbell (The Baddest Cat on the Block) bij JSP Records. Zijn volgende band was True Life Confessions met zijn echtgenote Helen April, tweede drummer Manic Esso van The Lurkers, bassist Harry Kakouli van Squeeze, de gitaristen Robin Bibi en Mark Nevin en de twee Afro-Franse zangeressen Any Toco-Salvetti en haar zus Myriam. Ze brachten meerdere platen uit bij A&M Records, maar geen enkele haalde de hitlijsten. Het echtpaar Dummer trad ook op als duo en haalde de Britse singlehitlijst met hun coverversie van Blues Skies (#54). Ze werden ook bekend door Own Up If You're Over 25.
Daarna was hij voor drie jaar manager van The Screaming Blue Messiahs. Hij formeerde Srewy Truants met Franse muzikanten, zong en speelde harmonica met de Franse gitarist Jean-Claude Manuel en drumde met harmonicaspeler en blueszanger Nico Toussaint. Dummer drumt tegenwoordig nog met verschillende bands in Bordeaux en werkt als antiekhandelaar, meubelrestaurateur en auteur. Zijn bitterzoete verhaal Serge Bastarde Ate My Baguette: On the Road in the Real Rural France werd gepubliceerd door Summersdale in 2009 en werd gevolgd door het vervolg Son of Serge Bastarde: Mayhem In The Antiques Markets of Rural France.

## Discografie

### Singles
- 1969: Travellin' Man / Forty Days (Mercury Records)
- 1969: Try Me One More Time / Riding at Midnight (Mercury Records)
- 1970: Nine By Nine / Going in the Out (Philips Records)
- 1971: Nine By Nine / Move Me, Don't Leave Me (Fontana Records)
- 1971: Medicine Weasel / The Endgame (Philips Records)
- 1972: Oobleedooblee Jubilee / The Monkey Speaks His Mind (Vertigo Records)

### Albums
- 1969: Cabal (Mercury Records) – CD (1996) (See For Miles)
- 1969: John Dummer Band (Mercury Records) – CD (2003) (Sunrise Records)
- 1970: Famous Music Band (Philips Records) – CD (2003) (Sunrise Records)
- 1972: Nine By Nine (uitgebracht als This Is in de VS) (Philips Records) – CD (1995) (Indigo Records)
- 1972: Blue (Vertigo Records) – CD (1994) Repertoire (REP 4450-WP) - (2003) (Sunrise Records))
- 1973: Oobleedooblee Jubilee (Vertigo Records) – CD (2005) (Walhalla)
- 1973: Try Me One More Time (Philips Records)
- 1973: Volume II (Philips Records)
- 2008: Lost 1973 Album